# 3 Juno
A 3 Juno (a latin Iūno szóból), a harmadjára felfedezett kisbolygó, amely egyike a legnagyobbaknak a kisbolygóövben, és a második legnehezebb az S-típusúak között. 1804. szeptember 1-jén fedezte fel Karl L. Harding német csillagász, majd Juno római istennő után nevezte el.

## Tulajdonságok

Méretösszehasonlítás: az első tíz kisbolygó a Föld Holdjához hasonlítva. Juno a harmadik balról.

Juno a legnagyobb kisbolygók egyike, az egész kisbolygóöv tömegének körülbelül 1,0%-át adja. Méret szerint tizedik a sorban. A 15 Eunomiával verseng a legnagyobb S-típusú kőzetes kisbolygó címért, habár a legújabb számítások a második helyre sorolják.
Az átlagos S típusúakkal ellentétben szokatlanul sok fényt ver vissza, ami arra utal, hogy felszínének eltérő tulajdonságai vannak. Ez megmagyarázhatja rendkívül magas látszólagos fényességét egy olyan kicsi testnek, amely nincs az öv belső határánál. Akár +7,5-es is lehet kedvező oppozícióban, amely fényesebb a Neptunusznál és a Titánnál, így arra is fény derül, hogy miért fedezték fel hamarabb néhány nagyobb aszteroidánál (például a Hygieanél, a Europánál, a Davidánál, vagy az Interamniánál). A legtöbb oppozíciónál csupán +8,7-es magnitúdót ér el, így csak távcsővel látható.
A Junót korábban bolygónak hitték a Ceresszel, a Pallasszal, és a Vestával együtt. Később kisbolygóként osztályozták, miután három újabbat fedeztek fel. A Juno kicsi mérete és szabálytalan alakja miatt nem kaphatott törpebolygó státuszt a Nemzetközi Csillagászati Uniótól 2006-ban.